# 이사부
이사부(異斯夫, 생몰년 미상) 또는 태종(苔宗)은 신라 지증왕 ~ 진흥왕 시대의 장군 · 정치가로, 내물 마립간의 4세손이다.
《일본서기》에는 실제 이름 발음으로 이질부례지간기(伊叱夫禮智干岐) 또는 이질부례지나말(伊叱夫禮知奈末)로 소개되어 있다. 《삼국유사》이후에는 풍습에 따라 단성으로 박(朴)씨로 기록되었으며 이름은 이종(伊宗)이라 나타난다.
박문영이 작곡·작사한 대한민국의 대중 가요인 〈독도는 우리 땅〉과 〈한국을 빛낸 100명의 위인들〉에 등장한다. 독도 인근의 해산인 이사부해산에 그의 이름이 붙었으며 강원도 삼척시의 '이사부길', 경상북도 울릉군 독도의 '독도이사부길'에도 그의 이름이 붙었다.

## 이름
異斯夫, 苔宗은 실제로 '잇부/잇보'라고 불렸으리라 추정할 수 있다. 사(斯)는 사이시옷으로 흔히 사용되던 글자다. 태(苔)는 이끼이며 잇기로 발음되므로 우리말 '잇'을 나타내기 위해 사용되었다. 종(宗)은 사람을 뜻하는 우리말 접미사인 '보/부' (울보, 먹보 등)를 나타내기 위해 사용되던 글자다. 질(叱) 역시 거의 항상 사이시옷을 표시하고자 사용되었다. 이종(伊宗)은 '잇보'에서 사이시옷이 약해져서 탈락된 형태이다.

## 생애

### 가계 배경
그의 가계는 《삼국사기》와 《삼국유사》 두 사서간의 기록이 달라서 정확하지 않다. 《삼국사기》 이사부 열전에는 그가 내물왕의 4세손으로 기록되어 있으며 《삼국유사》에는 그의 성을 박(朴)씨로 기록하고 있다. 사서마다 성씨가 다르게 기록된 또 다른 인물로는 신라의 충신 제상(堤上)이 있는데 삼국사기는 박씨, 삼국유사는 김씨로 기록한다. 이것은 신라 말기와 고려시대 이후 한국 성씨를 중국식 단성으로 표기하여 기록하였기 때문에 실제 성명은 한반도식으로 이질부례지간기이며 박씨가 아니였지만 단성 기록에 의해 박씨와 김씨같은 단성으로 바꾸어 기록되었다. 실제로 중국 사서에 신라왕의 성이 단성으로 기록된 것은 진평왕이 최초다.
화랑세기에는 아버지가  아진종, 어머니가 보옥공주로 나와 있다. 보옥공주는 백제 개로왕의 딸이다.  
지소부인과의 사이에서 낳은 숙명공주는 진흥왕과 후비가 되었으나 풍월주 이화랑과 사통하여 궁을 떠났다. 아들로는 원광법사와 보리를 낳았고 딸로는 화명과 옥명을 낳았다. 궁에 있을 때 진흥왕과의 사이에서 낳은 정숙은 태자로 봉해졌다가 폐해졌다. 
경주김씨 세보에 따르면 이사부는 자비 마립간의 아들이자 소지 마립간의 동생이라 하여 내물왕의 4세손이라고 기록되어 있는 열전의 기록과 다르다고 생각활 수 있으나 이사부의 어머니가 복호의 딸이자 자비마립간의 처라고 가정한다면 상충하지 않는다. 그러나 아직 역사학계에서 이사부를 자비 마립간의 아들로 보는 견해는 나오지 않았으며, 소지 마립간에게 동생이 없었을 것이라는 견해가 제기된 바 있다.
조선시대에 만들어진 밀양이씨 족보는 이사부를 고시조로 삼고 있다. 통일신라 말기에 최치원과 교류한 수창장군 이재도 이름의 첫 글자가 異이다.

### 우산국 정벌
지증왕 6년(505년)에 실직주(悉直州)의 군주(軍主)가 되었으며, 512년에는 이찬의 관등과 함께 하슬라주(何瑟羅州)의 군주가 되어 우산국(于山國)을 정벌해 신라 영토로 복속시켰다. 《삼국유사》에는 이사부(박이종)가 하슬라주 군주라는 지위를 우산국을 정벌한 공로로서 획득하게 된 것으로 적고 있어 《삼국사기》와 차이가 있다.

### 금관국 합병
《일본서기》에는 법흥왕 16년에 해당하는 계체천황(繼體天皇) 23년(529) 임나(任那) 4개 마을을 점령하는 한편 탁순국(卓淳國)의 웅천(熊川)을 공격해 가락국의 부흥을 지원하던 오미노 케누(近江毛野臣)의 왜병을 패퇴시키고, 법흥왕(法興王) 18년(531)에는 구례모라(久禮牟羅)의 백제군을 격파하여 이듬해에 금관국(金官國)을 신라에 합병시켰다.
《삼국사기》에는 탈해왕(脫解王) 시대의 인물로서 당시 신라와 이웃해 있던 우시산국(于尸山国)과 거칠산국(居柒山国)을 정벌한 거도(居道)라는 인물의 열전이 실려 있는데, 많은 말을 모아놓고 병사들에게 말 위에서 하는 마상재를 매년 열어서 두 소국 사람들 앞에서 늘 보였고, 두 나라 사람들이 마상재를 보며 어느 순간 방심하면서 신라군을 방비하지 않고 있는 사이에 두 나라를 급습해 멸망시켰다고 적고 있다. 이사부 열전은 지증왕(500~514) 때에 변경 관리가 된 이사부가 거도의 계략을 써서 가야를 멸망시켰다고 전한다. 법흥왕 19년(532)에 금관국이 신라에 항복했다.
이 시기 이사부의 직위가 무엇이었는지는 명확하지 않다. 520년대 당시 군주(軍主)의 벼슬을 지냈던 인물은 실직군주 이부(尒夫)와 사벌군주 이등(伊登)이었다. 통상 한 지역에 1명의 군주를 두었다는 것이 통설이므로 실직 지역의 군주는 이부였으니 이사부는 아슬라(또는 실직) 군주에서 퇴임한 상태였을 것이다. 군주의 상위 직위는 병부령인데 이사부가 임명된 것은 한참 후인 541년의 일이기 때문에 상당 기간 공백이 생긴다.
법흥왕 재위 기간 동안 이사부에 대한 기록이 없는 이유에 대해서는 법흥왕과 이사부 모두 내물왕의 4세손인데 서로 정치적 대립이 있었으며 골품제 등을 통해 권력을 장악한 법흥왕으로부터 요직에서 배제되었다는 견해가 있다. 이와 더불어 법흥왕의 불교 공인 과정에서 이사부의 반대가 있었을 것으로 추정되는 등 갈등을 겪었을 것이라는 주장이다.

### 고구려와의 전쟁
진흥왕이 즉위한 이듬해(541년)에는 병부령(兵部令)이 되어 신라의 국정을 총괄하였다. 545년에는 왕에게 국사 편찬을 건의하였으며, 550년에는 백제와 고구려가 국경의 도살성(道薩城)과 금현성(金峴城)을 놓고 서로 싸워서 지친 틈을 타서 출진하여 두 성을 모두 빼앗고, 성을 증축해 갑사 1천여 명을 배치하였으며 이때 고구려의 탈환 기도를 물리쳤다. 또한 단양 신라 적성비에 따르면 이사부는 이 때를 전후하여 파진찬(波珍飡) 두미(豆彌), 아찬(阿飡) 비차부(比次夫) · 김무력(金武力)과 함께 한강 상류 일대를 신라 영토에 편입시켰다.
미진부, 비조부와 함께 신라 상대 마지막을 풍미한 3대 명장으로 손꼽을 수 있다.

### 가야 정벌
진흥왕 23년(562) 9월 반란을 일으킨 가야에 사다함(斯多含)의 활약으로 가야가 멸망하였다. 이후의 생애에 대해서는 알려져 있지 않다.

### 논란
지증왕(500~514) 때 이미 멸망한 가야가 진흥왕 23년(562) 때에 다시 반란을 일으켰다는 기록은 이치에 맞지 않는다. 지증왕 때에 가야가 멸망했다면 흔히 가야라 부르는 금관국이 신라에 합병된 532년까지 존속했다는 것도 모순이다. 또한 이사부가 562년에 정벌한 가야는 532년 신라에 합병된 금관국이 아니라 대가야이다. 지증왕 당시 가야 연맹 가운데 일부만을 점령한 것이라 추정하는 의견도 있으나 사실 여부는 알 수 없다. 이사부가 가야를 정벌한 562년을 《일본서기》는 신라가 임나관가(任那官家) 10국을 공격해서 멸망시킨 시기로 기록한다. 멸망한 임나 10국은 가라국(加羅國), 안라국(安羅國), 사이기국(斯二岐國), 다라국(多羅國), 졸마국(卒麻國), 고차국(古嵯國), 자타국(子他國), 산반하국(散半下國), 걸손국(乞飡國), 임례국(稔禮國)인데 구체적 위치는 알려져 있지 않다.

## 이사부가 등장한 작품
- 《선덕여왕》(MBC, 2009년, 배우:권성덕)
- 이도흠 장편소설, 이사부, 자음과 모음 출판사, 2010

## 같이 보기
- 독도이사부길
- 이사부길 - 강원도 삼척시에 있는 도로

## 참고 문헌
- 김부식, 《삼국사기》 〈이사부 열전[깨진 링크(과거 내용 찾기)]〉, 1145년
- 네이버 캐스트 : 오늘의 인물 - 이사부